# Mother's Milk
Mother's Milk (1989) is het eerste album van de Red Hot Chili Peppers waar John Frusciante (gitaar) en Chad Smith (drums) in plaats van de overleden gitarist Hillel Slovak, en drummer Jack Irons, die de band verliet, meespelen.

## Tracklist
1. Good Time Boys
2. Higher Ground
3. Subway to Venus
4. Magic Johnson
5. Nobody Weird Like Me
6. Knock Me Down
7. Taste The Pain
8. Stone Cold Bush
9. Fire
10. Pretty Little Ditty
11. Punk Rock Classic
12. Sexy Mexican Maid
13. Johnny, Kick A Hole In The Sky